# Vokzal, Voznesensk
Vokzal (în ucraineană Вокзал) este localitatea de reședință a comunei Vokzal din raionul Voznesensk, regiunea Mîkolaiiv, Ucraina.

## Demografie
Componența lingvistică a localității Vokzal
     Ucraineană (86,67%)
     Rusă (10%)
     Română (2%)
Conform recensământului din 2001, majoritatea populației localității Vokzal era vorbitoare de ucraineană (86,67%), existând în minoritate și vorbitori de rusă (10%) și română (2%).